# De Baarnse Suikerwerkenfabriek
De Baarnse Suikerwerkenfabriek of kortweg  de Baarnse was een Nederlands bedrijf dat vanaf 1949 tot 1964 in Amersfoort was gevestigd. De formele oprichting was op 1 januari 1947 in Baarn. De fabriek, die snoepgoed, hagelslag en andere zoetigheden produceerde, werd groot in de jaren van de wederopbouw en was kenmerkend voor de naoorlogse industriële modernisering. Zo werd handig gebruikgemaakt van materialen als cellofaan om voorverpakt snoep te kunnen aanbieden, in die tijd in Nederland nog ongebruikelijk.
Op het hoogtepunt had het bedrijf zo’n tachtig werknemers en maakte de export een aanzienlijk deel uit van de omzet. De fabriek was van belang voor de werkgelegenheid in het Amersfoort van de jaren vijftig, met bedrijven als Erdal en Polak Frutal Works, een essencefabriek, die ook aan De Baarnse leverde.

## Geschiedenis
De directeuren, de gebroeders J.A. en A.C. van Ee, twee bakkerszonen uit Soest, begonnen eind jaren veertig op kleine schaal borstplaat te produceren, aanvankelijk in een garage of schuur aan de Faas Eliaslaan in Baarn, vandaar de naamgeving van de fabriek. Het bedrijf verhuisde in 1949 naar de Groningerstraat 19 in Amersfoort, naar het fabrieksgebouw waar voorheen melkinrichting 'De Hygiënische' was gevestigd. Het bedrijf maakte een snelle groei door en verhuisde uiteindelijk naar de Amersfoortse Nijverheidsweg 66. De Baarnse Suikerwerkenfabriek ging in 1964 op in chocoladefabriek Baronie, toen gevestigd te Alphen aan den Rijn.

## Producten
Bekende merken heeft de fabriek niet voortgebracht. De Baarnse leverde snoepgoed aan ketens als Jamin, Spar en De Gruyter. Men vervaardigde dropkogels, pindarotsjes, fondant, anijsblokjes, Dutch Cherries, pepermunt, advocaattips, (peren)drups, jujubes, laurierdrop, vruchten- en anijshagel en ander snoepgoed.